# Ufficio nazionale dei processi elettorali
L'Ufficio nazionale dei processi elettorali (in spagnolo: Oficina Nacional de Procesos Electorales, ONPE) è l’organismo costituzionale peruviano preposto nell’organizzare ed eseguire le varie tornate elettorali (quali elezioni e referendum) a livello nazionale e locale. Inoltre, presiede le operazioni di spoglio e ne pubblica l'esito (con aggiornamenti ogni 30 minuti).
Il suo scopo è quello di assicurare il corretto svolgimento dei processi elettorali. garantendo la libertà di voto e il controllo (con l'eventuale annullamento) dei brogli. 
Fornisce inoltre assistenza ad ogni cittadino, dando istruzioni su come votare e su come candidarsi.

## Storia
La storia dell’ONPE ha inizio il 31 dicembre 1999, quando all’articolo 177 della nuova Costituzione ne veniva sancita la creazione.
Il primo processo elettorale organizzato ed eseguito dall'ONPE  sono state le elezioni comunali del 1995; da quella data sono state organizzate dall’ente 87 elezioni.
L'attuale direttore è Piero Corvetto Salinas, eletto per il quadriennio 2020-2024.

## Direttori
Il primo direttore dell’ONPE è stato dott. José Portillo Campbell, nella cui amministrazione si è svolto il primo processo elettorale organizzato ed eseguito dall'ONPE: le elezioni comunali del 1995; durante il suo mandato si sono svolte 10 consultazioni elettorali.
Il secondo capo dell'ONPE è stato il Sig. Fernando Tuesta Soldevilla, che ha assunto la guida il 4 dicembre 2000; durante il suo mandato si sono svolte 9 consultazioni elettorali.
Nel gennaio 2005 la dott.ssa Magdalena Chú Villanueva è stata nominata responsabile dell'ONPE per il periodo 2005-2009; durante il suo mandato si sono svolte 16 consultazioni elettorali. Nel dicembre 2008 è stata rieletta per il periodo 2009-2013; durante il suo secondo mandato si sono svolte 17 consultazioni elettorali.
Il 25 gennaio 2013 è stato eletto il dott. Mariano Cucho Espinoza per il periodo 2013-2017; durante il suo mandato si sono svolte 21 consultazioni elettorali.
Il 28 febbraio 2017 è stato eletto il signor Adolfo Carlos Magno Castillo Meza; durante il suo mandato si sono svolte 3 consultazioni elettorali.
Il 30 luglio 2018, il signor Manuel Francisco Cox Ganoza ha assunto la direzione ad interim dell’ONPE. Durante il suo mandato si sono svolte 4 consultazioni elettorali: le elezioni regionali e comunali del 2018, la seconda elezione regionale, il referendum nazionale del 2018 e le elezioni comunali del 2019.
L’attuale direttore è Piero Corvetto Salinas, eletto per il quadriennio 2020-2024.

## Funzioni
Le funzioni dell'ONPE sono:
- Organizzare ed eseguire le varie consultazioni elettorali (nazionali e locali tra elezioni e referendum) e le relative operazioni di spoglio, annunciandone i risultati.
- Assicurare il corretto svolgimento dei processi elettorali. garantendo la libertà di voto e il controllo (con l’eventuale annullamento) dei brogli.
- Raccogliere le firme degli elettori per accertarne l’identità.
- Verificare e controllare l'attività ed il bilancio economico-finanziario delle organizzazioni politiche, controllandone il finanziamento pubblico e non.
- Assegnare gli spazi radiotelevisivi in maniera equa per la diffusione di pubblicità elettorali da parte dei partiti.
- Fornire supporto e assistenza tecnica ai partiti politici, movimenti di portata regionale o dipartimentale, che ne facciano richiesta, nei loro processi di democrazia interna.

## La biblioteca dell'ONPE
Il 26 giugno è stata inaugurata la biblioteca dell’ONPE, dedicata al suo primo direttore Dr. José Portillo Campbell, che ha lo scopo di fornire informazioni ai cittadini in materia elettorale.
Attualmente la sua collezione comprende circa 4.000 volumi tra libri, riviste, articoli di giornale, pubblicazioni dell'ONPE, norme di legge e materiale multimediale audiovisivo.
Inoltre, la biblioteca fornisce altri servizi quali: lettura in sala, fotocopie dei documenti, consulenza telefonica e via posta elettronica, ricerca di informazioni, istruzioni per l’accesso ai documenti.